# Землетрус у Таджикистані (2011)
Сильний землетрус у Таджикистані магнітудою 6,1 бали, стався 24 січня 2011 року о 7 год. 45 хв. за місцевим часом. за 350 км на схід від Душанбе. Епіцентр знаходився за 104 км західніше Мургаба, а гіпоцентр на глибині 90 км.
2 січня в Таджикистані стався землетрус магнітудою 5,3, унаслідок якого понад 600 чол. залишилося без даху над головою. Епіцентр знаходився за 80 км північніше м. Хорог. Матеріальні втрати оцінюються владою в 1,5 млн дол.